# Weslley Smith Alves Feitosa
Weslley Smith Alves Feitosa (nacido el 21 de abril de 1992) es un futbolista brasileño que se desempeña como delantero.
Jugó para clubes como el Corinthians, Buriram United y Shonan Bellmare.

## Trayectoria

### Clubes
| Club            | País          | Año  |
| --------------- | ------------- | ---- |
| Primavera       | Brasil        | 2010 |
| Corinthians     | Brasil        | 2010 |
| Flamengo        | Brasil        | 2011 |
| Jeonnam Dragons | Corea del Sur | 2011 |
| Gangwon FC      | Corea del Sur | 2012 |
| Jeonnam Dragons | Corea del Sur | 2013 |
| Linense         | Brasil        | 2014 |
| Busan IPark     | Corea del Sur | 2015 |
| Buriram United  | Tailandia     | 2016 |
| Shonan Bellmare | Japón         | 2016 |
| Incheon United  | Corea del Sur | 2017 |